# Good Vibrations
"Good Vibrations" é uma canção da banda estadunidense Beach Boys. Foi composta por Brian Wilson e Mike Love, e lançada a 10 de Outubro de 1966 chegando ao lugar número 1 do Billboard Hot 100, #1 (USA) • #1 (UK)• #1 (United World Chart).
Good Vibrations é considerada como uma das melhores canções de todos os tempos, ficando em 6° lugar segundo a revista Rolling Stone na sua lista das 500 melhores canções de sempre. Os membros dos The Beatles, Paul McCartney e John Lennon chegaram mesmo a enviar a Brian Wilson uma carta de felicitação por tão bom trabalho.